# Osaka hyalina
Osaka hyalina är en insektsart som beskrevs av William Lucas Distant 1909. Osaka hyalina ingår i släktet Osaka och familjen Nogodinidae. Inga underarter finns listade i Catalogue of Life.